# Coppa CERS 2014-2015
La Coppa CERS 2014-2015 è stata la 35ª edizione dell'omonima competizione europea di hockey su pista riservata alle squadre di club. Il torneo ha avuto inizio il 18 ottobre 2014 e si è concluso il 26 aprile 2015 con la disputa delle final four a Igualada.
Il titolo è stato conquistato dai portoghesi dello Sporting CP per la seconda volta nella loro storia sconfiggendo in finale gli spagnoli del Reus Deportiu.
Lo Sporting CP, in qualità di squadra vincitrice, ha avuto anche il diritto di partecipare alla Coppa Continentale 2015-2016.

## Squadre partecipanti
| Nazione     | Club             | Città                | Qualificazione                                          |
| ----------- | ---------------- | -------------------- | ------------------------------------------------------- |
| Austria     | Dornbirn         | Dornbirn             |                                                         |
| Austria     | Villach          | Villaco              |                                                         |
| Austria     | Wolfurt          | Wolfurt              |                                                         |
| Francia     | Lione            | Lione                | 6º in Nationale 1 2013-2014                             |
| Francia     | Noisy-le-Grand   | Noisy-le-Grand       | 8º in Nationale 1 2013-2014                             |
| Francia     | Mérignac         | Mérignac             | 5º in Nationale 1 2013-2014                             |
| Francia     | SCRA Saint-Omer  | Saint-Omer           | 3º in Nationale 1 2013-2014                             |
| Germania    | Bison Calenberg  | Springe              |                                                         |
| Germania    | Cronenberg       | Wuppertal            |                                                         |
| Germania    | Darmstadt        | Darmstadt            |                                                         |
| Germania    | Iserlohn         | Iserlohn             |                                                         |
| Germania    | Remscheid        | Remscheid            |                                                         |
| Inghilterra | Herne Bay United | Herne Bay            |                                                         |
| Italia      | CGC Viareggio    | Viareggio            | 4º in Serie A1 2013-2014, quarti di finale dei play-off |
| Italia      | Follonica        | Follonica            | 6º in Serie A1 2013-2014, quarti di finale dei play-off |
| Italia      | Sarzana          | Sarzana              | 9º in Serie A1 2013-2014                                |
| Italia      | Trissino         | Trissino             | 7º in Serie A1 2013-2014, quarti di finale dei play-off |
| Portogallo  | Barcelos         | Barcelos             | 7º in 1ª Divisão 2013-2014                              |
| Portogallo  | Candelária       | Madalena             | 8º in 1ª Divisão 2013-2014                              |
| Portogallo  | Oliveirense      | Oliveira de Azeméis  | 5º in 1ª Divisão 2013-2014                              |
| Portogallo  | Sporting CP      | Lisbona              | 9º in 1ª Divisão 2013-2014                              |
| Portogallo  | Turquel          | Alcobaça             | 6º in 1ª Divisão 2013-2014                              |
| Spagna      | Calafell         | Calafell             | 8º in OK Liga 2013-2014                                 |
| Spagna      | Cerceda          | Cerceda              | 9º in OK Liga 2013-2014                                 |
| Spagna      | Igualada         | Igualada             | 7º in OK Liga 2013-2014                                 |
| Spagna      | Noia             | Sant Sadurní d'Anoia | 6º in OK Liga 2013-2014                                 |
| Spagna      | Reus Deportiu    | Reus                 | 4º in OK Liga 2013-2014                                 |
| Svizzera    | Basilea          | Basilea              |                                                         |
| Svizzera    | Biasca           | Biasca               |                                                         |
| Svizzera    | Diessbach        | Diessbach bei Büren  |                                                         |
| Svizzera    | Uri              | Altdorf              |                                                         |
| Svizzera    | Uttigen          | Uttigen              |                                                         |

## Risultati

### Primo turno
| Squadra 1     | Totale | Squadra 2        | Andata | Ritorno |
| ------------- | ------ | ---------------- | ------ | ------- |
| Igualada      | 9 - 4  | Turquel          | 6 - 0  | 3 - 4   |
| Trissino      | 9 - 8  | Noisy-le-Grand   | 8 - 4  | 1 - 4   |
| Follonica     | 11 - 5 | Uri              | 7 - 3  | 4 - 2   |
| Iserlohn      | 9 - 10 | Mérignac         | 5 - 8  | 4 - 2   |
| Darmstadt     | 2 - 6  | Basilea          | 1 - 4  | 1 - 2   |
| Calafell      | 3 - 6  | Sporting CP      | 2 - 3  | 1 - 3   |
| Oliveirense   | 11 - 5 | Cerceda          | 6 - 3  | 5 - 2   |
| Dornbirn      | 1 - 8  | CGC Viareggio    | 0 - 4  | 1 - 4   |
| Sarzana       | 6 - 10 | SCRA Saint-Omer  | 3 - 4  | 3 - 6   |
| Uttigen       | 7 - 9  | Cronenberg       | 5 - 2  | 2 - 7   |
| Barcelos      | 5 - 4  | Noia             | 2 - 1  | 3 - 3   |
| Remscheid     | 14 - 6 | Herne Bay United | 11 - 4 | 3 - 2   |
| Reus Deportiu | 30 - 3 | Villach          | 17 - 1 | 13 - 2  |
| Candelária    | 13 - 3 | Bison Calenberg  | 11 - 3 | 2 - 0   |
| Wolfurt       | 4 - 11 | Diessbach        | 1 - 2  | 3 - 9   |

### Ottavi di finale
| Squadra 1   | Totale          | Squadra 2       | Andata | Ritorno               |
| ----------- | --------------- | --------------- | ------ | --------------------- |
| Igualada    | 7 - 5           | Trissino        | 3 - 2  | 4 - 3                 |
| Mérignac    | 7 - 8           | Follonica       | 3 - 3  | 4 - 5                 |
| Basilea     | 6 - 9           | Sporting CP     | 3 - 4  | 3 - 5                 |
| Oliveirense | 12 - 5          | CGC Viareggio   | 7 - 3  | 5 - 2                 |
| Lione       | 5 - 8           | SCRA Saint-Omer | 1 - 5  | 4 - 3                 |
| Cronenberg  | 4 - 10          | Barcelos        | 2 - 5  | 2 - 5                 |
| Remscheid   | 2 - 24          | Reus Deportiu   | 0 - 13 | 2 - 11                |
| Candelária  | 5 - 5 (2-3 dtr) | Diessbach       | 3 - 2  | 2 - 3 (dts) (2-3 dtr) |

### Quarti di finale
| Squadra 1       | Totale | Squadra 2   | Andata | Ritorno |
| --------------- | ------ | ----------- | ------ | ------- |
| Sporting CP     | 6 - 4  | Oliveirense | 2 - 3  | 4 - 1   |
| Reus Deportiu   | 9 - 4  | Diessbach   | 5 - 2  | 4 - 2   |
| SCRA Saint-Omer | 6 - 8  | Barcelos    | 1 - 4  | 5 - 4   |
| Igualada        | 4 - 3  | Follonica   | 4 - 2  | 0 - 1   |

### Final Four
Le Final Four della manifestazione si sono disputate presso il Poliesportiu Les Comes a Igualada dal 25 al 26 aprile 2015.
|  | Semifinali    | Semifinali    | Semifinali    |               |             | Finale      | Finale | Finale |  |
|  |               |               |               |               |             |             |        |        |  |
|  | Sporting CP   | Sporting CP   | 3             |               |             |             |        |        |  |
|  | Sporting CP   | Sporting CP   | 3             |               |             |             |        |        |  |
|  | Igualada      | Igualada      | 2             |               |             |             |        |        |  |
|  | Igualada      | Igualada      | 2             |               | Sporting CP | Sporting CP | 2 (2)  |        |  |
|  |               |               |               |               | Sporting CP | Sporting CP | 2 (2)  |        |  |
|  |               |               | Reus Deportiu | Reus Deportiu | 2 (1)       |             |        |        |  |
|  | Reus Deportiu | Reus Deportiu | Reus Deportiu | Reus Deportiu | 2 (1)       | 6           |        |        |  |
|  | Reus Deportiu | Reus Deportiu |               |               |             |             |        |        |  |
|  | Barcelos      | Barcelos      | 1             |               |             |             |        |        |  |